# Concord (California)
Concord è una comune della Contea di Contra Costa dello Stato della California. Nel censimento del 2010 la popolazione era di 122 067 abitanti. È la città più popolosa della Contea di Contra Costa.

## Geografia fisica
Secondo i rilevamenti dell'United States Census Bureau, Concord si estende su una superficie di 79,12 km² (30,55 mi²).